# Dermatófito

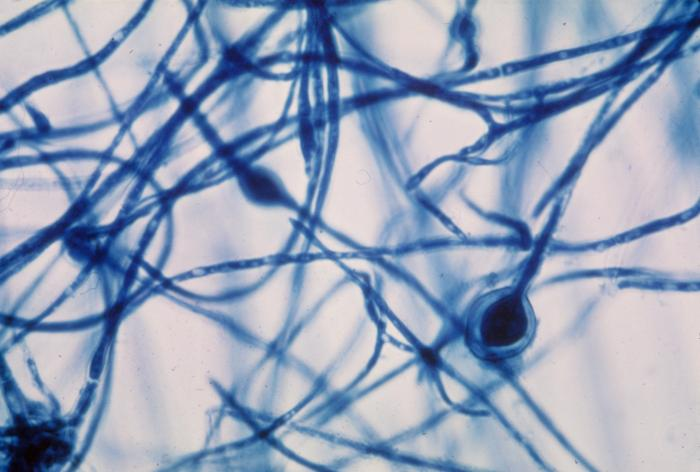
Dermatófito Clamidosporas del hongo

Dermatófitos é uma designação comum para um grupo de três géneros de fungos que causam infecções em animais e humanos denominadas dermatofitoses. Os géneros das formas anamórficas destes fungos são: Microsporum, Epidermophyton e Trichophyton, os quais incluem cerca de 40 espécies. As espécies capazes de reprodução sexuada pertencem ao género teleomórfico Arthroderma.
Os dermatófitos causam infecções na pele, cabelo e unhas devido à sua capacidade de obter nutrientes de matéria queratinizada. Estes organismos colonizam os tecidos queratinosos e a inflamação é causada pela resposta do hospedeiro a subprodutos metabólicos. Geralmente a sua ocorrência restringe-se à camada cornificada da epiderme devido à sua incapacidade de penetrar tecidos vivos em hospedeiros imunocompetentes.